# Challenger de Hersonissos II 2025
El torneo Crete Challenger II 2025 fue un torneo de tenis perteneció al ATP Challenger Tour 2025 en la categoría Challenger 50. Se trató de la 2ª edición; el torneo tuvo lugar en la ciudad de Hersonissos (Grecia), desde el 10 hasta el 16 de marzo de 2025 sobre pista dura al aire libre.

## Jugadores participantes del cuadro de individuales
| Preclasificado | País                       | Jugador           | Rank1 | Posición en el torneo |
| 1              | Bandera de Kazajistán      | Timofey Skatov    | 182   | Cuartos de final      |
| 2              | Bandera vacío              | Aslan Karatsev    | 207   | Semifinales           |
| 3              | Bandera de Uzbekistán      | Khumoyun Sultanov | 218   | Segunda ronda         |
| 4              | Bandera de China Taipéi    | Wu Tung-lin       | 231   | Segunda ronda         |
| 5              | Bandera de República Checa | Marek Gengel      | 244   | Segunda ronda, retiro |
| 6              | Bandera de Luxemburgo      | Chris Rodesch     | 264   | Cuartos de final      |
| 7              | Bandera de Hungría         | Zsombor Piros     | 266   | Baja                  |
| 8              | Bandera de Italia          | Lorenzo Giustino  | 269   | Primera ronda         |
| 9              | Bandera de Alemania        | Rudolf Molleker   | 276   | Primera ronda, retiro |

- 1 Se ha tomado en cuenta el ranking del 3 de marzo de 2025.

### Otros participantes
Los siguientes jugadores recibieron una invitación (wild card), por lo tanto ingresan directamente al cuadro principal (WC):
- Stefanos Sakellaridis
- Pavlos Tsitsipas
- Federico Cinà

Los siguientes jugadores ingresan al cuadro principal tras disputar el cuadro clasificatorio (Q):
- Oleksii Krutykh
- Ryan Peniston
- Kasidit Samrej
- Marcello Serafini
- Keegan Smith
- Marko Topo

## Campeones

### Individual Masculino
- Dimitar Kuzmanov derrotó en la final a  Federico Cinà por 6–4, 6–2

### Dobles Masculino
- Stefanos Sakellaridis /  Petros Tsitsipas derrotaron en la final a  Ilia Simakin /  Kelsey Stevenson por 6–2, 6–2